# Signy-Montlibert
Signy-Montlibert is een gemeente in het Franse departement Ardennes (regio Grand Est) en telt 77 inwoners (2009). De plaats maakt deel uit van het arrondissement Sedan. De gemeente omvat ook de buurtschap Montlibert dat aan de E44 ligt.

## Geografie
De oppervlakte van Signy-Montlibert bedraagt 6,1 km², de bevolkingsdichtheid is dus 12,6 inwoners per km².
De onderstaande kaart toont de ligging van Signy-Montlibert met de belangrijkste infrastructuur en aangrenzende gemeenten.

## Demografie
Onderstaande figuur toont het verloop van het inwonertal (bron: INSEE-tellingen).

Vanwege een beveiligingsprobleem met de MediaWiki Graph-software is het momenteel niet mogelijk deze grafiek weer te geven. Zodra de software is bijgewerkt zal de grafiek vanzelf weer zichtbaar worden.